# بوب هايس
بوب هايس (بالإنجليزية: Bob Heise) هو لاعب كرة قاعدة أمريكي، ولد في 12 مايو 1947 في سان أنطونيو في الولايات المتحدة.

## وصلات خارجية
- بوب هايس على موقع دوري كرة القاعدة الرئيسي (الإنجليزية)
- بوب هايس على موقعبيزبول رفرنس.كوم (الدوري الرئيسي) (الإنجليزية)
- بوب هايس على موقعبيزبول رفرنس.كوم (الدوري الثانوي) (الإنجليزية)
- بوب هايس على موقع جمعية أبحاث البيسبول الأمريكية (الإنجليزية)
- بوب هايس على موقع إي إس بي إن.كوم (أم.أل.بي) (الإنجليزية)
- بوب هايس على موقع مشجعي الرسوم البيانية (الإنجليزية)